# ريان كوانتن
ريان كريستيان كوانتن (بالإنجليزية: Ryan Christian Kwanten)‏ هو ممثل أسترالي ولد بتاريخ (28 نوفمبر 1976) في سيدني.

## أعماله
أشهر أعماله بلا منازع هو فيلم هدوء تام عندما قدم دور «جيمي اشن».

## وصلات خارجية
- ريان كوانتن على موقع IMDb (الإنجليزية)
- ريان كوانتن على موقع ألو سيني (الفرنسية)
- ريان كوانتن على موقع أول موفي (الإنجليزية)
- ريان كوانتن على موقع قاعدة بيانات الأفلام السويدية (السويدية)
- ريان كوانتن على موقع إن إن دي بي (الإنجليزية)
- ريان كوانتن على موقع قاعدة بيانات الفيلم (الإنجليزية)
- ريان كوانتن على موقع كينوبويسك (الروسية)